# Szent György vértanú plébániatemplom (Üröm)
A Szent György vértanú plébániatemplom római katolikus templom az Esztergom-Budapesti főegyházmegyében, a Pest vármegyei Üröm községben. A templom a 18. század elején épült, mai alakját az 1764-1766 közti, illetve az 1936-os átépítések eredményeként nyerte el.

## Története
A török hódoltság nyomán elnéptelenedett, és az 1686 utáni években főként Németországból érkezett lakosokkal újratelepített Ürömön a korábbi középkori egyház romjaiból építették fel az új sváb telepesek az első, Szent György nevére szentelt templomukat. Ennek építési ideje nem ismert, de 1702-ben már állnia kellett, mert a templomban ma is megtalálható egy ebből az évből származó sírkőlap, P. John Ágoston ürömi kanonok itteni síremléke. Az első istenházát 1764-1766 között kibővítették – erről tanúskodik a kapu fölötti zárókőbe bevésett 1765-ös évszám is –, majd 1824-ben zsindely- helyett cserépfedést, 1874-ben pedig kerítést kapott a templom. 1929-1936 között egy még jelentősebb átépítésre került sor, ekkor a régi templomot egy nagy méretű, új hajóval toldották meg, a szentély irányában. A munkák Fábián Gáspár építész tervei szerint készültek, Schön Mátyás pilisvörösvári építőmester kivitelezésében. Szembemiséző oltárja 1968-ban készült el, a legutóbbi komolyabb felújítások pedig 2004-2005 között zajlottak, ekkor került a bejárathoz a jelenleg ott látható ajtó is.
A település egyébként a 18. században még nem volt önálló egyházközség – ebben az időben, egészen 1803-ig a pilisborosjenői plébánia fíliája volt, ezt követően kapott lelkészségi, 1821-ben pedig önálló plébániai jogkört; ettől függetlenül sokszor fordult elő az elmúlt évszázadok során, hogy egyazon pap szolgálta ki a két települést. 1946-ban az addig gyakorlatilag tiszta sváb és szín katolikus lakosság 97,5%-át kitelepítették, helyükbe pedig vegyes vallású családokat költöztettek az ország különböző részeiről, így az egyházközség katolikus népessége jócskán megcsappant.

## A templom jelene
A templom és az egyházközség a magyarországi egyházmegyék 1993-as határrendezése óta tartozik az Esztergom-Budapesti főegyházmegyéhez. Jelenleg a mindenkori ürömi plébániai kormányzó látja el Pilisborosjenő templomi szolgálatait is.
A plébánián 1821 óta van anyakönyvezés; a templom búcsúnapja április 23.